# فيليكس جروس شارتنر
فيليكس جروس شارتنر (بالألمانية: Felix Großschartner)‏ (و. 1993  م) هو راكب دراجة هوائية نمساوي، ولد في فيلز.

## سجل الفوز

### سباقات أو مراحل فاز بها
| التاريخ        | السباق                                                     | المركز                                            |
| -------------- | ---------------------------------------------------------- | ------------------------------------------------- |
| 26 مايو 2013   | 2013 Peace Race U23                                        | العاشر في التصنيف العام                           |
| 01 يناير 2014  | إستريان سبرينغ تروفي 2014                                  |                                                   |
| 05 أبريل 2015  | 2015 Trofeo PIVA                                           | الفائز في التصنيف العام                           |
| 12 يوليو 2015  | طواف النمسا 2015                                           |                                                   |
| 26 مارس 2017   | فولتا كاتالونيا 2017                                       | الخامس في تصنيف أفضل شاب                          |
| 23 أبريل 2017  | طواف كرواتيا 2017                                          | الرابع في التصنيف العام                           |
| 08 يوليو 2017  | طواف النمسا 2017                                           | الثالث في التصنيف العام                           |
| 26 يناير 2018  | تروفيو سيرا دي ترامونتانا 2018                             | العاشر في التصنيف العام                           |
| 18 فبراير 2018 | فولتا الغارف 2018                                          | التاسع في التصنيف العام                           |
| 11 مارس 2018   | باريس-نيس 2018                                             | العاشر في التصنيف العام، الثاني في تصنيف أفضل شاب |
| 07 أبريل 2018  | طواف إقليم الباسك 2018                                     | السابع في تصنيف أفضل شاب                          |
| 21 أبريل 2019  | طواف تركيا الرئاسي 2019                                    | الفائز في التصنيف العام                           |
| 23 يونيو 2022  | سباق الزمن على الطريق للرجال في بطولة النمسا 2022          | الفائز في التصنيف العام                           |
| 26 يونيو 2022  | سباق الطريق للرجال في بطولة النمسا 2022                    | الفائز في التصنيف العام                           |
| 21 يونيو 2024  | 2024 Austria National Road Cycling Championships - Men ITT | الفائز في التصنيف العام                           |

## روابط خارجية
- فيليكس جروس شارتنر على موقع الاتحاد الدولي للدراجات (الإنجليزية)
- فيليكس جروس شارتنر على موقع أرشيف الدراجات (الإنجليزية)
- فيليكس جروس شارتنر على موقع إحصائيات الدراجات الإحترافية (الإنجليزية)
- فيليكس جروس شارتنر على موقع نسبة الدراجات (الإنجليزية)
- فيليكس جروس شارتنر على موقع CycleBase (الإنجليزية)